# Phormictopus ribeiroi
Phormictopus ribeiroi là một loài nhện trong họ Theraphosidae.
Loài này thuộc chi Phormictopus. Phormictopus ribeiroi được Cândido Firmino de Mello-Leitão miêu tả năm 1923.